# Отт, Эдвард
Эдвард Отт (англ. Edward Ott; род. 22 декабря 1941, США) — американский физик. Труды в основном посвящены теории хаоса и физике плазмы. Известен как один из авторов метода Отта–Гребоджи–Йорка.

## Награды и признание
По цитируемости среди физиков занимал 67-е место за период с 1981 по 1997 годы.
Действительный член Американского физического общества (1981), Института инженеров электротехники и электроники (1995), Общества промышленной и прикладной математики (2012).
В число наград входят:
- Премия Юлия Эдгара Лилиенфельда (2014)[6]
- Thomson Reuters Citation Laureates (2016)[7]
- Медаль Льюиса Фрая Ричардсона (2017)